# バンプキー

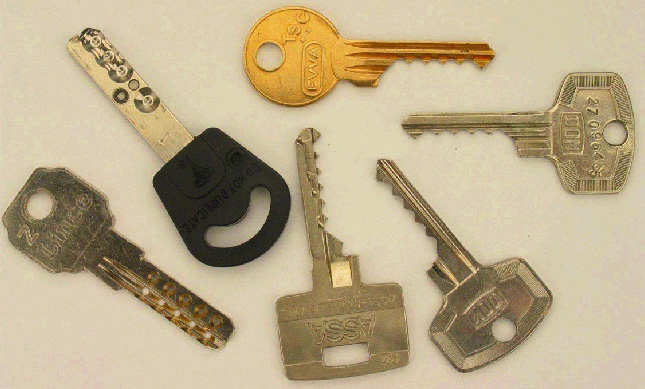
各種シリンダー用に作られたバンプキー

バンプキー(bumpkey,bump key)は、鍵を使わずにシリンダー錠、とりわけピンシリンダー錠を開けるために用いられる特殊加工したキーである。

## バンピング
このバンプキーを用いて開錠する方法をバンピング(bumping)と言う。ピッキング、カム送り解錠、サムターン回し、カギ穴破壊といった鍵を使わずに錠前を開けるために、仕事（錠前師）あるいは不正（犯罪）に用いられて来た代表的な開錠手法に続く新たな手法を指す。この手法を用いれば、古典的なピンシリンダーは原理的に全て開錠可能となる。
その開錠操作には熟練した技術や特殊工具を必要とせず、以前に社会問題となったピッキングよりも簡単でしかも短時間で開錠可能なため、犯罪に用いられて再び大きな社会問題となるとされていたが、2009年3月現在警察庁においてバンピング犯罪の摘発事例はなく、国内錠前メーカーの作る日本ロック工業会でも2007年4月時点で日本国内において犯罪として発生する可能性は非常に低く、過敏な心配は必要ないと発表している。
警察庁、日本ロック工業会、日本ロックセキュリティ協同組合などは全てバンピングの発生に対して否定的なコメントを出している。
テレビ番組などに出演する防犯事業者には特定メーカーのシリンダーだけが対策済みであると発言する者もいるが、客観的に見れば70年以上前から有る手口に対して世界でたった一つのメーカーを除いて対応していないというのは考えにくい。
鍵の種類の内、ロータリーディスクシリンダーやプログレッシブシリンダーはバンピングでは対応できないとされている。

## 概要
シリンダー錠は一般にディスクシリンダー（ウェハーシリンダー）とピンシリンダーに大別でき、バンピングはその開錠原理から対象がピンシリンダーに限られる。錠前技術者の世界では75年も前から用いられていた様々な手法のひとつであったが、オランダのTV放送局(Nova)が2005年4月に放映した報道番組により紹介されこの手法が改めて注目される事となった。その後、オランダの民間組織であるtooolが検証したレポートによれば、オランダで使用されている60種類のシリンダーのうち、約8割に相当する47種類のシリンダーがバンプキーによって3分以内に開錠でき、そのうち22種類は素人でも開錠可能であったことを発表している。米国に本部をもつ世界最大の錠前技術者組織ALOA(Associated Locksmiths of America, Inc.)でも2006年8月28日付けでプレス発表をして、その危険性に警鐘を鳴らしている。また各テレビ局がバンプキーの危険性を取り挙げているが、実際の被害の発生は警察発表としては無い。
バンピングの原理は、開錠工具として用いられているピックガン（電動ピックガン）、スナッパーピックと同様に、下ピンに衝突エネルギーを与えて、ニュートンの法則に従って上ピンのみを跳ね飛ばして、一瞬シャーラインをフリーにして内筒を回す方法に類似している。しかしながら、ピックガン等は、下ピンの本数が増えたり、キーウェイが複雑になると、下ピン全てに衝突エネルギーを同時に与えることが困難となり難度が増して熟練を要した。これに対して、バンプキーは、対象となるシリンダー専用のブランクキー、もしくは純正キーを基に、そのシリンダーに用いられている下ピンに対応した最深度ないしそれ以上の深さでカットすることで容易に作製される。開錠操作は、このバンプキーを対象シリンダーに挿入した状態で適当なモノで叩くだけで衝突エネルギーを全ての下ピンに伝達できるため、適当なテンションと共に内筒を回すことで達成される。どんなに複雑なキーウェイであっても、また耐ピッキング対策のためピンの本数を増やし、キーに対して垂直、水平、斜方向から下ピンを内蔵したとしても、さらには特殊な形状の耐ピッキングピン、例えばマッシュルーム型ピンなどを使用したとしても、それらの構造はバンピングに対して何ら障害とならず、全ての下ピンに対して同時に効率良く衝突エネルギーを与えられることがバンプキーの特徴である。

## 特徴
バンピングによる開錠は、その操作に特殊な技術を必要としない。言い換えれば、バンプキー自体を如何に正確で精密に作るかが重要で、それさえ達成できれば素人や子供でさえも、これまでプロでも開錠できなかったシリンダーを数秒で開錠することが可能となる。バンプキーに関してまとめると、
1. ピンシリンダーの全てに適応可能：世界中で使用されているピンシリンダーは原理的に全て開錠可能となる。
2. 錠を破壊せず開錠ができる：ピッキングなどの手法と同様に開錠した痕跡を判別しにくい。
3. 特殊工具でなく材料の入手が容易：バンプキーの製作には、対応したシリンダーの純正キーを利用したり市販のブランクキーを利用することが可能で、材料の入手が容易である。
4. 特殊なテクニックを必要としない：正確に作られたバンプキーが用意されれば、開錠操作は至って簡単で、特に熟練したテクニックやノウハウは必要としない。
5. 短時間で開錠が可能：バンプキーの精度がよければ、最短で1回の衝撃で開錠ができる。ピッキングでは10分以上開錠不可能なシリンダーが瞬時に開錠可能となる。平均でも数秒から10秒の間に開錠ができる。
6. 攻略するピンの本数を減らすことができる：バンプキーの原理上、最も長い下ピンに合わせて製作しているため、対象とするシリンダーに最長の下ピンが内蔵されていると、既にバンプキーを挿入しただけでシャーラインのフリーな状態が生まれ、ピックガン等と比較して効率的である。

## 犯罪の脅威

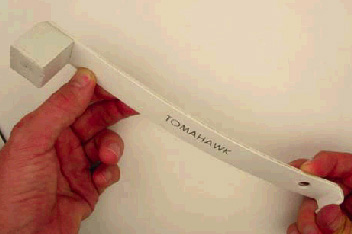
バンプキー専用のハンマー

バンプキーにより、玄関扉やロッカー、郵便ポスト、自動販売機などに広く使用されている膨大な数のピンシリンダー全てが開錠容易となる。所持していても普通のキーと区別がつきにくいので取締も困難になり、犯罪に悪用される可能性が高い。6歳の男子が、バンプキーを使ってピンシリンダーを2、3秒で開けている映像もある。また海外ではバンプキー（1本3$程度）や専用のハンマー等もインターネット通販されており、既に簡単に入手可能な状況にある。日本国内で流通している「ディンプルキー」などの数本～二十数本のピンシリンダーにおいても、数秒で開錠可能な場合がある。

## 対策
平成15年9月1日に施行された「特殊開錠用具の所持の禁止等に関する法律（法律第65号）」やその施行令（政令第355号）はバンプキーに対しては何ら効力がないが、制定から5年を迎え基準見直しの年を迎えた官民合同会議（防犯性能の高い建物部品(CP)）の会議においてもバンピングについての議論はされていない。